# Yu Xiaoyu
Dans ce nom chinois, le nom de famille, Yu, précède le nom personnel.
Yu Xiaoyu est une patineuse artistique en couple chinoise. Avec son partenaire actuel Zhang Hao, elle est championne de Chine en 2018. Avec son ancien partenaire Jin Yang, elle est deux fois championne du monde junior.

## Biographie

### Carrière sportive avec Jin Yang

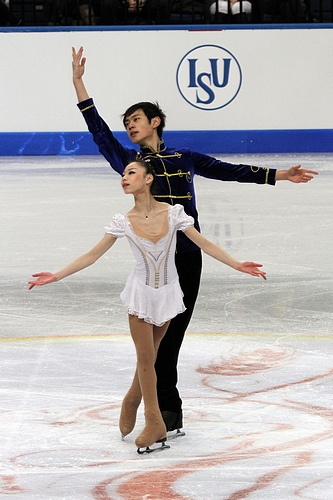
Yu et Jin aux Championnats du monde junior de 2012

Jin et Yu sont mis en binôme par leurs entraîneurs en 2009. Ils s'entraînent sur la glace et hors glace de huit heures du matin à cinq heures de l'après-midi, avec une pause au milieu.
L'équipe remporte la médaille d'argent aux Championnats de Chine de 2010. Ils font leurs débuts internationaux lors de la saison 2010-11 et remportent la médaille de bronze au Junior Grand Prix en Autriche, puis la médaille d’or à Czech Skate. Lors de la finale du Junior Grand Prix, ils remportent la médaille de bronze.
La paire parvient à faire un quad twist lors d'une compétition nationale en 2011, alors que Yu a 15 ans et Jin 17 ans (ou 13 et 22 ans). Ils terminent en septième place de Skate Canada 2011 et sixièmes à la Coupe de Chine 2011. Ils remportent ensuite la médaille de bronze à leurs championnats nationaux. La paire participe aux Championnats du monde junior 2012 et remporte la médaille d'argent derrière ses coéquipiers et partenaires d'entraînement, Sui Wenjing et Han Cong .

Au cours de la saison 2012-13, la paire finit quatrième du JGP Autriche et deuxième du JGP Croatie. Ils arrivent cinquième à la finale du JGP. Aux Championnats du monde juniors 2013, ils sont quatrièmes.

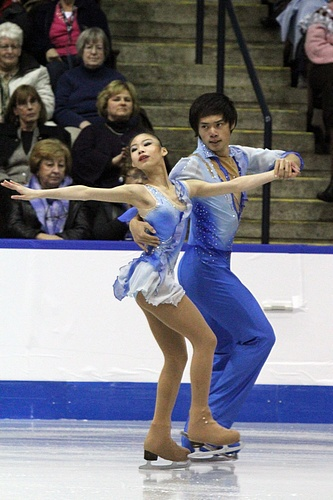
Yu et Jin à Skate Canada 2011

Avant la saison 2013-14, ils changent d’entraîneur, passant de Luan Bo aux champions olympiques de patinage en couple Zhao Hongbo, Yao Bin et Han Bing. Ils remportent les épreuves JGP au JGP 2013 et au JGP Estonie 2013, ce qui les qualifie pour leur quatrième finale du JGP à Fukuoka, au Japon, où ils remportent la compétition. Ils gagnent ensuite le Championnat du monde junior 2014 à Sofia, en Bulgarie .
Au cours de la saison 2014-2015, ils font leurs débuts officiels en senior sur le circuit du Grand Prix. Ils remportent une médaille d'argent à la Coupe de Chine 2014 et une médaille de bronze au Trophée NHK 2014, ce qui les qualifie pour leur première finale senior du Grand Prix à Barcelone, en Espagne. Lors de la finale du Grand Prix, ils battent leur record personnel au programme court et au programme libre pour terminer à la 5e place. Ils ont ensuite remporté leur deuxième titre national.
Avec le retour surprise de Pang et Tong, ils ne peuvent pas participer aux championnats des quatre continents à Séoul ni aux championnats du monde à Shanghai. Au lieu de cela, ils sont envoyés à l'Universiade d'hiver 2015, où ils remportent la médaille d'or. Il a ensuite été annoncé qu'ils participeraient aux Championnats du monde juniors de patinage artistique 2015 à Tallinn, en Estonie. Alors qu'ils se sont entraînés pour des programmes seniors presque toute la saison, ils parviennent à défendre leur titre mondial junior en remportant les deux segments de la compétition.
Pendant la saison 2016/2017, ils tentent leur premier quadruple salchow lancé en compétition à la Coupe de Chine et repartent avec une médaille de bronze. Ils prennent ensuite l'argent au trophée NHK 2015, ce qui leur permet de se qualifier pour la finale du Grand Prix 2015-2016 à Barcelone.
Aux Championnats des quatre continents 2016, ils arrivent troisièmes.

### Carrière sportive avec Zhang Hao
Le 14 avril 2016, le magazine International Figure Skating annonce que les deux paires chinoises sont interverties, et que Yu patinera désormais avec Zhang Hao. Ils prennent l'argent à l'édition 2016 Skate Canada puis l'or à la Coupe de Chine la même année. À la Finale du Grand Prix 2016–17 à Marseille, ils sont deuxièmes derrière Evgenia Tarasova / Vladimir Morozov.
Ils remportent la Coupe de Nice en 2017, puis arrivent deuxième à la Coupe de Chine 2017. À Skate America 2017, ils arrivent à nouveau deuxièmes.

## Programmes

### Avec Zhang Hao
| Saison  | Programme court                                                   | Programme libre | Exposition                                                                     |
| ------- | ----------------------------------------------------------------- | --- | ------------------------------------------------------------------------------ |
| 2017–18 | Swan Lake par Pyotr Ilyich Tchaikovsky choreo. par Lori Nichol    | Jyn Erso and Hope Suite (Rogue One: A Star Wars Story) par Michael Giacchino Princess Leia's Theme (Star Wars: A New Hope) par John Williams choreo. par Lori Nichol | Endless Love par Lionel Richie interprété par Luther Vandross and Mariah Carey |
| 2016–17 | Eternal Flame Fearless par Brand X Music choreo. par David Wilson | Cavatina Larghetto Amoroso par Emil von Sauer choreo. par Lori Nichol                                                                                                | Leon par Eric Serra                                                            |

### Avec Jin Yang
| Saison  | Programme court                                                                   | Programme libre                                                                | Exposition                                                            |
| ------- | --------------------------------------------------------------------------------- | ------------------------------------------------------------------------------ | --------------------------------------------------------------------- |
| 2015–16 | Yulunga (Spirit Dance) par Dead Can Dance choreo. par David Wilson                | Humility and Love (de Creation) par Christopher Young choreo. par David Wilson | See You Again par Wiz Khalifa ft. Charlie Puth interprété par Jeric T |
| 2014–15 | Yulunga (Spirit Dance) par Dead Can Dance choreo. par David Wilson                | Humility and Love (de Creation) par Christopher Young choreo. par David Wilson | Everyday I Miss You (de Nessun Dorma) par Sun Nan                     |
| 2013–14 | Méditation par Jules Massenet choreo. par Marina Zueva                            | The Phantom of the Opera par Andrew Lloyd Webber choreo. par Marina Zueva      |                                                                       |
| 2012–13 | Violin Concerto in E minor, Op. 64 par Felix Mendelssohn choreo. par Marina Zueva | Die Fledermaus par Johann Strauss II choreo. par Marina Zueva                  |                                                                       |
| 2011–12 | Casse-Noisette par Pyotr Tchaikovsky choreo. par Zhang Wei                        | Requiem for a Dream par Clint Mansell choreo. par Marina Zueva                 | You're Not From Here par Lara Fabian choreo. par Zhang Wei            |
| 2010–11 | I Allegro par Samuel Barber                                                       | Romeo and Juliet par Sergei Prokofiev                                          |                                                                       |
| 2009–10 | The Love of Death par Park Sei Joon                                               | The Way We Were par Marvin Hamlisch                                            |                                                                       |

## Palmarès
Avec deux partenaires :
- Jin Yang (8 saisons : 2008-2016)
- Zhang Hao (4 saisons : 2016-2020)

| Compétition                                                                                            | 2009    | 2010    | 2011    | 2012    | 2013    | 2014    | 2015    | 2016    |  | 2017    | 2018    | 2019    | 2020    |  |  |  |  |  |  |  |  |  |
| Jeux olympiques d'hiver                                                                                |         |         |         |         |         |         |         |         |  |         | 8e      |         |         |  |  |  |  |  |  |  |  |  |
| Championnats du monde                                                                                  |         |         |         |         |         |         |         |         |  | 4e      | 7e      |         | CA      |  |  |  |  |  |  |  |  |  |
| Quatre continents                                                                                      |         |         |         |         |         |         |         | 3e      |  | 4e      |         |         |         |  |  |  |  |  |  |  |  |  |
| Championnats de la Chine                                                                               | 6e      | 4e      | 2e      | 3e      | 1re     | 3e      | 1re     | F       |  | F       | 1re     | F       | 4e      |  |  |  |  |  |  |  |  |  |
| Championnats du monde juniors                                                                          |         | D       |         | 2e      | 4e      | 1re     | 1re     |         |  |         |         |         |         |  |  |  |  |  |  |  |  |  |
| |         |         |         |         |         |         |         |         |  |         |         |         |         |  |  |  |  |  |  |  |  |  |
| Grand Prix ISU                                                                                         | 2008/09 | 2009/10 | 2010/11 | 2011/12 | 2012/13 | 2013/14 | 2014/15 | 2015/16 |  | 2016/17 | 2017/18 | 2018/19 | 2019/20 |  |  |  |  |  |  |  |  |  |
| Finale du Grand Prix                                                                                   |         |         |         |         |         |         | 5e      | 5e      |  | 2e      | 6e      |         |         |  |  |  |  |  |  |  |  |  |
| Skate America                                                                                          |         |         |         |         |         |         |         |         |  |         | 2e      | F       |         |  |  |  |  |  |  |  |  |  |
| Skate Canada                                                                                           |         |         |         | 7e      |         |         |         |         |  | 2e      |         |         |         |  |  |  |  |  |  |  |  |  |
| Coupe de Chine                                                                                         |         |         |         | 6e      |         |         | 2e      | 3e      |  | 1re     | 2e      |         |         |  |  |  |  |  |  |  |  |  |
| Trophée de France                                                                                      |         |         |         |         |         |         |         |         |  |         |         | F       |         |  |  |  |  |  |  |  |  |  |
| Trophée NHK                                                                                            |         |         |         |         |         |         | 3e      | 2e      |  |         |         |         |         |  |  |  |  |  |  |  |  |  |
| Légende : F = Forfait ; D = Disqualifiée ; CA = Compétition annulée à cause de la pandémie de Covid-19 |         |         |         |         |         |         |         |         |  |         |         |         |         |  |  |  |  |  |  |  |  |  |